# Acacia grayana
Acacia grayana là một loài thực vật có hoa trong họ Đậu. Loài này được J.H.Willis miêu tả khoa học đầu tiên.